# Prinsepija
Prinsepija (lat. Prinsepia), rod listopadnog drveća i grmova  iz porodice ružovki raširen Azijom, od Pakistana i Indije na istok do južne Rusije i Kine.

## Vrste
Pripadaju mu 4 vrste.
1. Prinsepia scandens Hayata; tajvanski endem
2. Prinsepia sinensis (Oliv.) Hallier
3. Prinsepia uniflora Batalin; kineski endem
4. Prinsepia utilis Royle

## Sinonimi
- Cycnia Griff.
- Plagiospermum Oliv.
- Sinoplagiospermum Rauschert